# Philip Giddings
Philip Giddings é um cientista político aposentado e acadêmico britânico, especializado em governo parlamentar. Ele é professor de política na Universidade de Reading. Ele também é um líder leigo na Igreja da Inglaterra e lidera o movimento evangélico anglicano conservador chamado Anglican Mainstream.

## Infância e educação
Giddings obteve seu diploma de DPhil na Universidade de Oxford.

## Carreira

### Carreira acadêmica
Em 1972, Giddings juntou-se à equipe da Universidade de Reading como professor de política. Lá, ele era o diretor do Mansfield Hall. Mais tarde, ele foi promovido a professor sênior. Antes de se aposentar, atuou como diretor do Centro de Ombudsman e Estudos de Governança da universidade e como chefe de sua Escola de Política e Relações Internacionais. Ele se aposentou da academia em 2011.

### Igreja da Inglaterra
Em sua posição de líder da Casa dos Leigos na Igreja da Inglaterra, Giddings foi fundamental na derrota de uma moção pela ordenação de mulheres como bispos no final de 2012. O discurso de Giddings contra essa moção levou um padre de Leicester a propor uma moção de não-confiança em Giddings, alegando que era "um contribuidor significativo para o dano à reputação que a Igreja da Inglaterra já está sofrendo nas mãos da imprensa". A moção de não-confiança foi derrotada em janeiro de 2013, embora Giddings tenha dito que o voto de uma minoria considerável contra ele o levaria a considerar "como proceder a partir daqui".
Giddings também se posicionou contra a proposta de nomeação de Jeffrey John como bispo de Reading, dizendo que "praticantes de homossexuais não podem ocupar uma posição de liderança" na Igreja da Inglaterra. John, no entanto, afirmou que é celibatário.

## Honras
Em 2016, ele foi premiado com o Arcebispo de Canterbury, Justin Welby, pela Cruz de Canterbury por Serviços à Igreja da Inglaterra, "por excelência sustentada no serviço voluntário à Igreja".

## Publicações selecionadas
- Parliamentary Socialisation: Learning the Ropes or Determining Behaviour?, 2011
- When Gordon Took the Helm: The Palgrave Review of British Politics 2007-2008, 2008
- The Future of Parliament: Issues for a New Century, 2005
- Britain in the European Union: Law, Policy and Parliament, 2004
- Westminster and Europe: The Impact of the European Union on the Westminster Parliament, 1996
- Parliamentary Accountability: A Study of Parliament and Executive Agencies, 1994
- Marketing Boards and Ministers, 1974